# 1er régiment de grenadiers à pied de la Garde impériale
Ne pas confondre avec le 1er régiment de grenadiers (Belgique)
Pour l'unité du Second Empire, voir Grenadiers de la garde impériale (Second Empire).
Pour les articles homonymes, voir 1er régiment.
Le 1er régiment de grenadiers à pied de la garde impériale est un régiment d'élite de la Grande Armée des guerres napoléoniennes. Il fait partie de la garde impériale et il est l'une des quatre seules véritables unités de la Vieille Garde (avec le 1er chasseurs à pied, les chasseurs à cheval et les grenadiers à cheval). Il s'agit du plus ancien régiment d'infanterie de la Grande Armée.

## Histoire
Les grenadiers à pieds de la garde impériale trouvent leur origine dans les grenadiers de la Convention et la garde du Directoire, qui participent au coup d’état du 18 Brumaire et sont réunis dans la garde consulaire le 28 novembre 1799. L’effectif des grenadiers de la garde est alors d’un régiment, divisé en deux bataillons de six compagnies, chaque compagnie comptant quatre-vingt grenadiers dirigés par quatorze sous-officiers, deux officiers et deux tambours ; à l’ensemble s’ajoute l’état-major du régiment et une formation de musiciens. Les grenadiers de la Garde consulaire participent à la campagne d’Italie, où ils servent de réserve à Bonaparte. À Marengo, leur intervention stabilise la ligne française au moment où elle commençait à fléchir et lui permet de tenir jusqu’à l’arrivée de Desaix.
Le 8 septembre 1801, la taille du régiment, alors commandé par le colonel Hulin, est augmentée en faisant passer le nombre de compagnies par bataillon de six à huit, chacune se voyant par ailleurs dotée de deux sapeurs. Le 21 janvier 1804, il se voit encore une fois augmenté par l’ajout d’un bataillon de vélites. Après l’accession de Bonaparte au trône impérial le 18 mai 1804, la garde consulaire change de nom et devient la garde impériale.
À part le nom, peu de choses changent pour les grenadiers, si ce n’est que le nombre de musiciens passe à quarante-six et que les symboles changent, le régiment recevant notamment son aigle le 2 décembre 1804. Après l’entrée en guerre de la Russie et de l’Autriche, les grenadiers de la garde impériale se mettent en marche le 26 août 1804 pour Strasbourg où ils se joignent au reste de la Grande Armée. Bien qu’ils suivent celle-ci tout au long de la campagne d’Allemagne, ils restent en réserve à chaque bataille et ne prennent part à aucun combat.
Le 2 avril 1806 est créé le 2e régiment de grenadiers à pied de la garde impériale, celui déjà existant devenant de fait le 1er régiment. Par ailleurs, le régiment se voit doter d’un autre bataillon de vélites, faisant monter son effectif à quatre bataillons. Dans la foulée, le régiment repart à la suite de l’Empereur dans la guerre de la Quatrième Coalition, bien que, une nouvelle fois, il ne participe d’abord pas aux combats, étant tenu en réserve. Le premier, et dernier, engagement a lieu à la bataille d’Eylau, pendant laquelle l’artillerie russe inflige de lourdes pertes au régiment.

## Chef de corps
- 1804 : Joseph Higonet

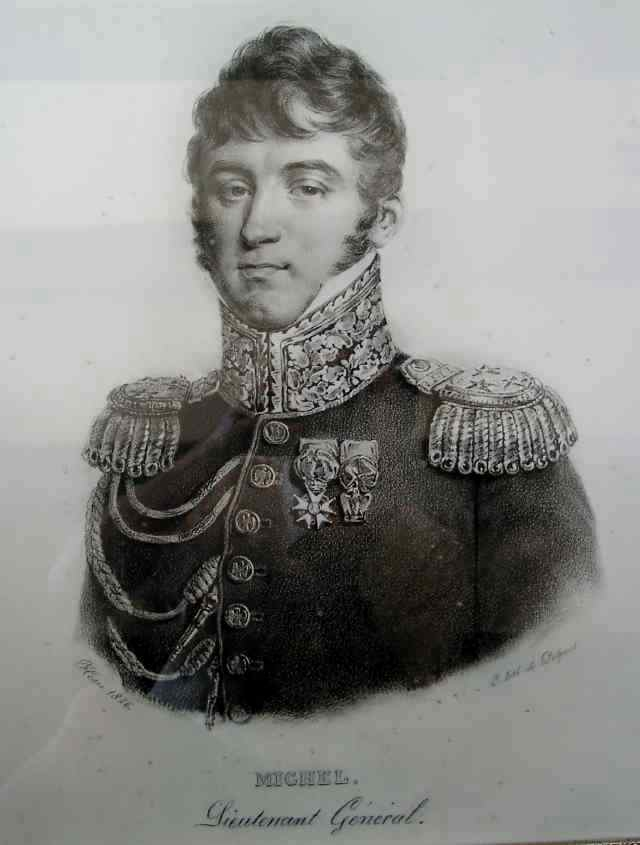
Le général Claude Étienne Michel, qui commande le régiment de 1807 à 1813, est tué à Waterloo lors de l'attaque de la garde sur le Mont-Saint-Jean.

- 1805- 1807 : Jean Marie Pierre Dorsenne
- 1807- 1813 : Claude Étienne Michel
- 1813- 1815 : Jean-Martin Petit

## Uniformes
L’uniforme a connu peu de changement entre 1799 et 1815. Les grenadiers portent un habit bleu avec un plastron blanc, des parements et des épaulettes à franges écarlates. La couleur du pantalon alterne entre blanc et bleu selon la tenue. Par temps froid, un grand manteau bleu est porté par-dessus l’ensemble, à l’exception des épaulettes qui se portent par-dessus. 
Le couvre-chef emblématique est le bonnet en fourrure d’ours noir, agrémenté sur le devant d’une plaque en laiton ou en bronze ornée de l’aigle impérial, auquel s’ajoute à la parade un plumeau rouge et des cordes blanches. Le fond de la coiffe est orné d'une croix blanche sur fond rouge, puis d'une grenade en fil blanc à partir de l'été 1807. Surnommé la « ruche à miel », le bonnet à poil est réputé assez grand pour contenir deux bouteilles de vin. Les grenadiers portent toutefois couramment un bicorne pendant la marche ou dans la vie de tous les jours, auquel cas le bonnet est rangé dans un étui fixé sur le havresac. L'équipement au complet pèse 32 kg. 
La tenue de campagne comprend un surtout bleu impérial et un pantalon blanc ou blanc et bleu. Les grenadiers disposent également d'une tenue de sortie composée d'un surtout, d'une culotte de nankin, de bas en coton blanc et de souliers à boucles, ces deux derniers éléments étant remplacés en hiver par un pantalon bleu et, au choix, des guêtres noires ainsi que des bottes « à la Souvarov ». En dehors du service, les soldats portent aussi un bonnet de police en drap bleu galonné et passepoilé d'or.

## Batailles et campagnes
- 1800 : Campagne d'Italie (1799-1800)
  - Bataille de Marengo[18]
- 1805 : Campagne d'Autriche (1805)
  - Bataille d'Ulm[19],[20]

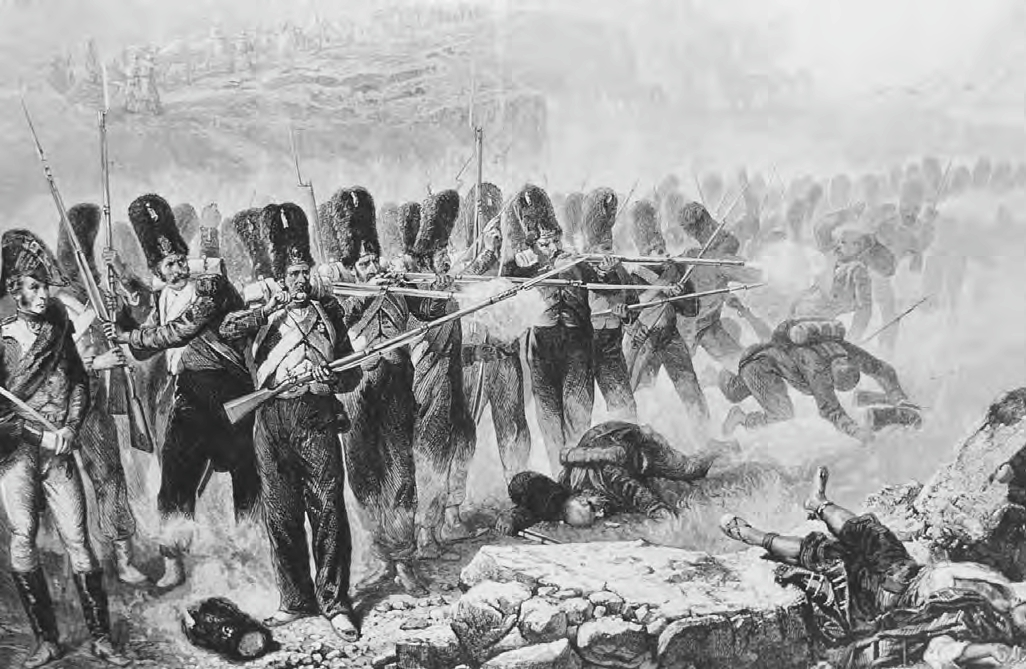
Les grenadiers de la Vieille Garde au combat, reconnaissables à leur bonnet d'ours (par Hippolyte Bellangé, vers 1900).

  - 2 décembre :  Bataille d'Austerlitz[19],[20]
- 1806 : Campagne de Prusse
  - 14 octobre : bataille d'Iéna[21]
- 1807 : Campagne de Pologne (1807)
  - 8 février : bataille d'Eylau[22]
  - Bataille de Friedland[22]
- 1808 : Guerre d'indépendance espagnole, Madrid
- 1809 : Campagne d'Allemagne et d'Autriche (1809)
  - Bataille d'Essling[23]
  - Bataille de Wagram[23]
  - Bataille d'Eckmühl[23]
- 1812 : Campagne de Russie (1812)
  - Bataille de Krasnoïe[24]
  - Bataille de Smolensk (1812)[24]
  - Bataille de La Moskowa[24]
- 1813 : Campagne d'Allemagne (1813)
  - Bataille de Lützen
  - Bataille de Reichenbach
  - Bataille de Dresde
  - 16-19 octobre : bataille de Leipzig[25]
  - Bataille de Hanau[26]
- 1814 : Campagne de France (1814) :
  - Bataille de Montmirail[26],[27]
  - 14 février 1814 : Bataille de Vauchamps[27]
  - Bataille de Laon[27]
  - Bataille de Soissons[27]
  - Bataille d'Arcis-sur-Aube[27]
  - Bataille de Paris[27]
- 1815 : Campagne de Waterloo
  - Bataille de Ligny[28]
  - Bataille de Waterloo[28]

## Inscriptions au drapeau: règlement de 1812
- Marengo (1800)
- Ulm (1805)
- Austerlitz (1805)
- Iéna (1806)
- Eylau (1807)
- Friedland (1807)
- Eckmuhl (1809)
- Essling (1809)
- Wagram (1809)
- Smolensk (1812)
- La Moskowa (1812)
- Vienne (1809)
- Berlin (1806)
- Madrid (1808)
- Moscou (1812)

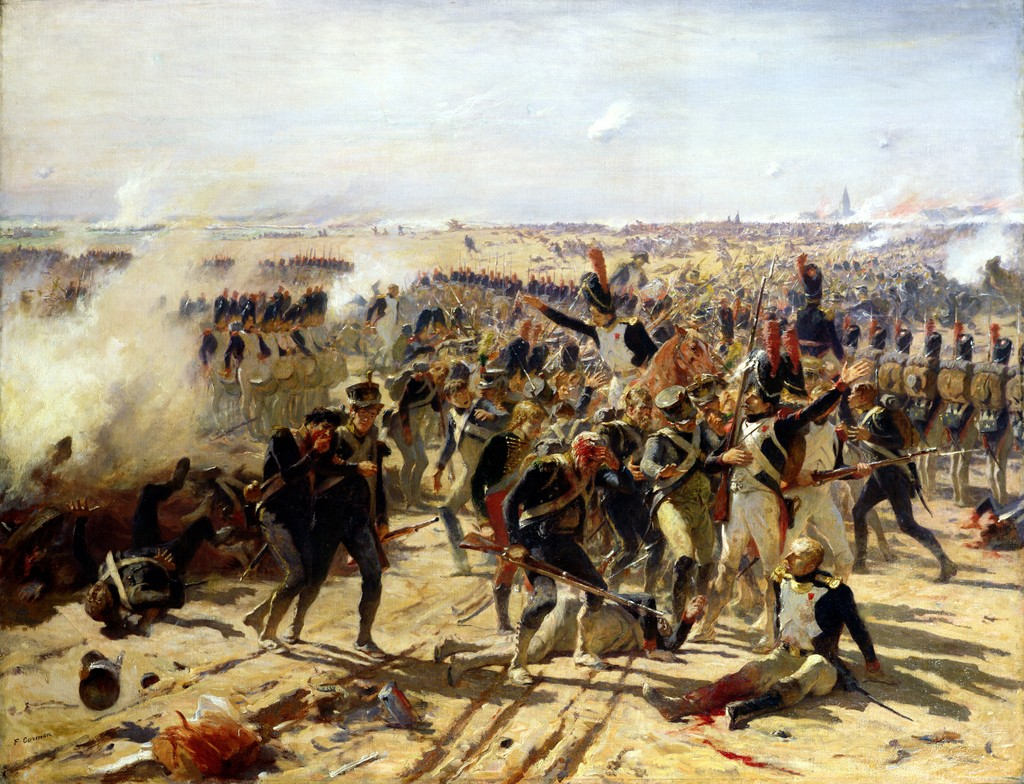
Bataille d'Essling : sur cette peinture de Fernand Cormon, on voit au centre des grenadiers à pied de la Garde et des officiers du régiment, dont un gît à terre grièvement atteint à la jambe. À gauche, les tambours du 1er grenadiers. Enfin, derrière ces personnages, se distingue une ligne de grenadiers qui assistent au combat se déroulant devant eux.

- À cette date, seuls les noms des villes ou des batailles sont inscrits sur la soie du drapeau.

## Inscriptions au drapeau: cent jours
L'aigle est portée par la 1re compagnie du 1er bataillon lors de la campagne des Cent-Jours. Le 2e bataillon en revanche possède un fanion. 
Sur l'avers
- Vienne
- Berlin
- Madrid
- Milan
- Moscou
- Varsovie
- Venise
- Le Caire

Sur le revers
- Marengo
- Ulm
- Austerlitz

- Iéna
- Eylau
- Friedland
- Wagram
- La Moskowa
- Lutzen
- Montmirail

## Personnalités ayant servi au régiment
- Jean-Roch Coignet : capitaine. Sous-officier quand il servait au 1er grenadiers.
- Jean Martin Petit, général d'Empire.

## Drapeaux

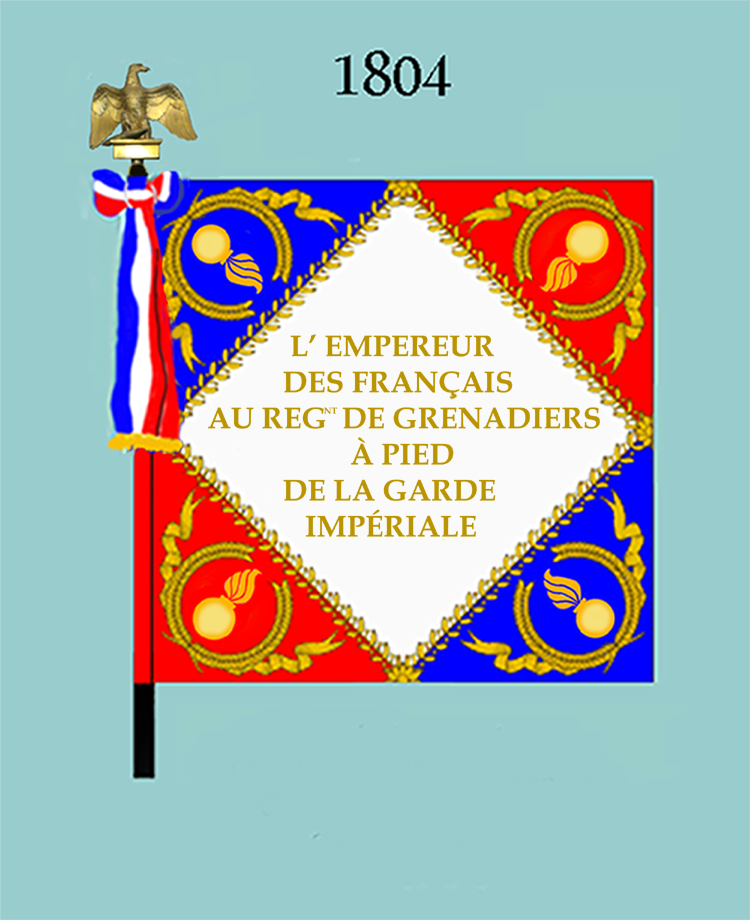
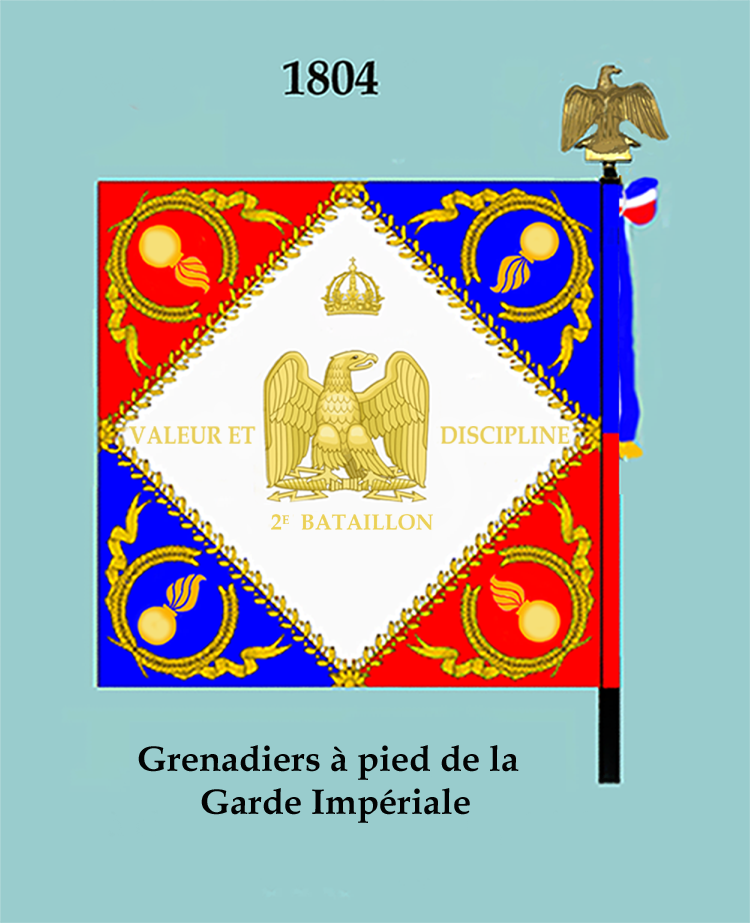